# Луцій Корнелій Бальб Молодший
Луцій Корнелій Бальб Молодший (лат. Lucius Cornelius Balbus Minor; близько 75 до н. е. — після 13 до н. е.) — політичний, військовий діяч, письменник часів падіння Римської республіки та початку Римської імперії.

## Життєпис
Походив з плебейського роду Корнеліїв Бальбів. Син Публія Корнелія Бальба.  Завдяки військовій службі батька, дядька Луція та діда у 72 році до н. е. отримав римське громадянство. Ймовірно деякий час мешкав у Гадесі (нині Кадіс, Іспанія), де його родина мала вплив. Потім перебрався до Риму, де опинився під опікою дядька.
На початку громадянської війни між Гаєм Юлієм Цезарем і Гнеєм Помпеєм Магном у 49 році до н. е. разом зі своїм дядьком підтримав Цезаря. Був спрямований послом до консула Луція Корнелія Лентула Круса, але той переправився в Епір перш, ніж зустріч відбулася. Під час своєї подорожі вів перемовини з Марком Цицероном, схиляючи його на бік Цезаря.
У 48 році до н. е. перебував у війську Цезаря у битві при Діррахії, під час перемовин цезаріанців з помпеянцями на річці Апс був поранений. Таємно проник до табору Помпея, щоб доставити Луцію Корнелію Лентулу Крусу пропозиції Цезаря, але знову нічого не домігся.
На початку 47 року до н. е. супроводжував Цезаря до Александрії (Єгипет), де звитяжив в Александрійській війні. Навесні 45 року до н. е. брав участь у військовій кампанії в Іспанії, де відзначився у битві при Мунді. Листувався з Цицероном щодо його брата і небожа. Влітку того ж року повернувся до Риму.
У 44 році до н. е. став квестором, у 43 році до н. е. як проквестор Гая Азінія Полліона в Іспанії. Був кваттуорвіром Гадеса, віддав там низку довільних розпоряджень: про продовження власних повноважень і призначення місцевих посадових осіб, про повернення вигнанців, надання гідності вершника акторові, про покарання різками союзників і страти римських громадян. Заснував місто Новий Гадес і побудував порт. У червні 43 року до н. е. зі скарбницею втік з Гадеса до Мавританії. Тоді ж перейшов на бік Октавіана.
У 42 році до н. е. став претором. У 41—40 роках до н. е. як пропретор керував Іспанією. У 40 році до н. е. був формально підпорядкований Луцію Антонію з тим, щоб стежити за його поведінкою. Надалі брав участь у військових кампаніях проти Марка Антонія. Після остаточної перемоги та підкорення Єгипту у 30 році до н. е. відійшов від справ.
У 29 році до н. е., був приватною особою, проте включений до сенату в ранзі консуляра. Приблизно у 22 або 21 році до н. е. увійшов до колегії понтифіків. У 21—20 роках до н. е. як проконсул керував провінцією Африка. Під час цього вів успішну війну проти гарамантів. При цьому зайняв оазу Кидамес (сучасний Гадамес), потім захопив оази на території сучасної лівійської області Ваді-еш-шаті. Зрештою підкорив гарамантів, захопивши їхню столицю Гараму (сучасне м. Джерма). Після цього відправив експедицію углиб пустелі Сахара, яка пройшла області сучасного Феццана й досягла річки Нігер.
Після повернення у 19 році до н. е. Бальб відсвяткував тріумф. На кошти з військової здобичі побудував і в 13 році до н. е. висвятив у Римі театр (його план було розроблено за ініціативою дядька Бальба — Луція Корнелія Бальба, консула-суфекта 40 року до н. е. і крипту на честь повернення імператора Августа з Галлії. На подяку консул Тіберій Клавдій Нерон надав йому перше слово в сенаті. Про подальшу діяльність немає відомостей.

## Творчість
Написав претексту про своє посольство до Луція Корнелія Лентула Круса, поставлену у 43 році до н. е. у Гадесі. Також є автором праці «Тлумачення», що складена грецькою мовою й присвячена релігійним питанням.

## Родина
- Корнелія Бальба, дружина Гая Норбана Флака, консула 24 року до н. е.